# Танцевальный фильм
Танцевальный фильм — фильм, в котором танец используется для выявления центральных тем фильма, независимо от того, связаны ли эти темы с повествованием или историей, состояниями бытия или более экспериментальными и формальными проблемами. В таких фильмах создание хореографии обычно существует только в кино или на видео. В лучшем случае танцевальные фильмы используют методы съёмок и монтажа для создания поворотов в сюжетной линии, нескольких уровней реальности и эмоциональной или психологической глубины.
Танцевальный фильм также известен как кинематографическая интерпретация существующих танцевальных произведений, первоначально созданных для выступления. Когда существующие танцевальные произведения модифицируются для целей съёмок, это может включать в себя широкий спектр кинотехник. В зависимости от количества хореографической и/или презентационной корректировки, которой подвергается оригинальное произведение, снятая версия может рассматриваться как танец для камеры. Однако эти определения не согласовываются с теми, кто работает с танцами и фильмом или видео.

## Примеры
Британский театр DV8, основанный Ллойдом Ньюсоном, хорошо известен своими киноверсиями постановочных работ. Переработка спектакля «Enter Achilles» (1995) в фильм в 1996 году является основополагающим примером танца для камеры. Недавно известные работы включают в фильм «Стоимость жизни».
Австралийская компания The Physical TV Company, созданная Ричардом Джеймсом Алленом и Карен Перлман, хорошо известна созданием оригинальных работ, которые представляют собой сложное сочетание возможностей кино с возможностями танца. Танцевальные фильмы, такие как «Rubberman Accepts The Nobel Prize» (2001), «No Surrender— (2002) и «Down Time Jaz» (2003), являются различными примерами возможностей этого подхода, включая комедию, визуальные эффекты, драму и анимацию.
Машинима Криса Брандта: «Dance, Voldo, Dance», в которой используются персонажи из игры Soulcalibur, чтобы исполнять хореографический танец. Два игрока одновременно исполнили танцевальную пьесу с помощью игровых контроллеров. Работа существовала как живое выступление на экране и с тех пор была отредактирована и распространена в Интернете как видеоработа.
«Deere John» Митчелла Роуз, часть его пьесы Modern Daydreams, созданной с художественными руководителями BodyVox Джейми Хэмптоном и Эшли Роланд, в котором изображен человек, делающий па-де-де с 22-тонным экскаватором «John Deere».
«Flor Cósmica» (1977), видео Полы Вайс Альварес, представленное на девятой Международной встрече по видеоискусству в музее Каррильо Хиль.
Британский хореограф и кинорежиссер Лиз Эггисс сняла несколько танцевальных фильмов, в том числе удостоенный множества наград Motion Control (2002) по заказу BBC Dance for Camera. В 2012 году на ARTE TV она дала интервью, в котором рассказала о танце экрана и его способности размещать камеру в любом месте по отношению к телу танцовщицы. На церемонии «Motion Control» был в восторге от Эггисс, закреплённой на месте в безымянном, закрытом пространстве, а камера ныряет и кружит здесь. Камера быстро бросается к центру своего тела, как хищное плотоядное растение, и Эггисс сражается против него со всеми уловками исполнителя".
Билли Коуи, который сотрудничал с Эггисс с 1982 по 2003 год, является пионером 3D-танцевальных фильмов, показанных в качестве установок в галереях. Его работы включают «The Revery Alone.» «In the Flesh», «Tango de Soledad», и «Jenseits».